# Aeroportul München
Aeroportul München Franz Josef Strauss (IATA: MUC, ICAO: EDDM) (în germană Flughafen München Franz Josef Strauß) este localizat la 28,5km (17m) nord-est de München, Bavaria. Aeroportul se întinde pe teritorii din 4 municipalități: Freising, Oberding (locația terminalelor), Hallbergmoos și Marzling. Aeroportul și-a primit numele în memoria politicianului Franz Josef Strauß.

## Traficul de pasageri
|  | Graficele sunt indisponibile din cauza unor probleme tehnice. Mai multe informații se găsesc la Phabricator și la wiki-ul MediaWiki. |

Vezi interogarea Wikidata.

## Destinații
| Companii aeriene                                                 | Destinații |
| ---------------------------------------------------------------- | --- |
| Adria Airways                                                    | Ljubljana, Priștina |
| Aegean Airlines                                                  | Atena, Chania, Salonic, Rhodos Sezonier: Heraklion, Kalamata |
| Aer Lingus                                                       | Cork, Dublin |
| Aeroflot                                                         | Moscova-Sheremetyevo |
| Aeroflot operat de Rossiya                                       | St. Petersburg |
| Air Canada                                                       | Toronto-Pearson |
| Air China                                                        | Atena, Beijing-Capital |
| Air Dolomiti                                                     | Bari, Florența, Veneția-Marco Polo, Verona Sezonier charter: Crotone, Kavala (începând cu 3 august 2013), Palma de Mallorca |
| Air Europa                                                       | Madrid (începând cu 31 martie 2014) |
| Air France                                                       | Paris-Charles de Gaulle |
| Air Malta                                                        | Catania, Malta |
| airBaltic                                                        | Riga |
| Air VIA                                                          | Sezonier: Burgas, Varna |
| Ak Bars Aero                                                     | Kazan |
| Alitalia                                                         | Roma-Fiumicino |
| All Nippon Airways                                               | Tokio-Narita |
| Arkia Israel Airlines                                            | Tel Aviv-Ben Gurion |
| Austrian Airlines operat de Tyrolean Airways                     | Viena |
| Belle Air Europe                                                 | Priștina |
| BMI Regional                                                     | Bristol |
| British Airways                                                  | Londra-Heathrow |
| British Airways operat de Sun Air of Scandinavia                 | Billund |
| Bulgarian Air Charter                                            | Sezonier: Burgas, Varna |
| Condor                                                           | Agadir, Antalya, Arrecife, Fuerteventura, Funchal, Gran Canaria, Hurghada, Larnaca, Málaga, Santa Cruz de la Palma, Sharm el-Sheikh, Tenerife-South Sezonier: Burgas, Cancun (începând cu 1 noiembrie 2013), Corfu, Dalaman, Djerba, Goa (începând cu 3 noiembrie 2013), Heraklion, Ibiza, Kos, Mauritius (începând cu 5 noiembrie 2013), Mombasa (începând cu 24 decembrie 2013), Montego Bay (începând cu 4 noiembrie 2013), Palma de Mallorca, Punta Cana (începând cu 2 noiembrie 2013), Rhodos, Santa Clara (începând cu 4 noiembrie 2013), Santorini, Skiathos, Varadero (începând cu 5 noiembrie 2013) |
| Croatia Airlines                                                 | Split, Zagreb Sezonier: Zadar |
| Cyprus Airways                                                   | Larnaca |
| Czech Airlines                                                   | Praga |
| Dan Air                                                          | Brașov |
| Delta Air Lines                                                  | Atlanta |
| easyJet                                                          | Edinburgh, Londra-Gatwick, Londra-Stansted, Manchester |
| EgyptAir                                                         | Cairo |
| El Al                                                            | Tel Aviv-Ben Gurion |
| Emirates                                                         | Dubai |
| Ethiopian Airlines                                               | Addis Ababa (începând cu 1 decembrie 2013) |
| Etihad Airways                                                   | Abu Dhabi |
| Finnair                                                          | Helsinki |
| Fly Lili                                                         | București, Brașov, Iași |
| Freebird Airlines                                                | Charter: Antalya |
| Germania                                                         | Antalya, Burgas, Enfidha, Erbil, Gran Canaria, Palma de Mallorca, Priștina, Sharm el-Sheikh, Sulaimaniyah, Salonic, Varna |
| Germanwings                                                      | Dortmund, Priștina |
| Iberia                                                           | Madrid |
| Icelandair                                                       | Reykjavik-Keflavik |
| InterSky                                                         | Sezonier: Elba |
| Israir                                                           | Sezonier: Tel Aviv-Ben Gurion |
| KLM                                                              | Amsterdam |
| KLM operat de KLM Cityhopper                                     | Amsterdam |
| LOT Polish Airlines                                              | Katowice, Varșovia-Chopin |
| LOT Polish Airlines operat de EuroLOT                            | Poznan, Wroclaw |
| Lufthansa                                                        | Ankara, Antalya, Atena, Barcelona, Beijing-Capital, Berlin-Tegel, Bilbao, Boston, Bruxelles, București-Henri Coandă, Budapesta, Bursa, Busan, Cairo, Charlotte, Chicago-O'Hare, Köln/Bonn, Delhi, Düsseldorf, Dubai, Dubrovnik, Frankfurt, Geneva, Hamburg, Hanovra, Helsinki, Hong Kong, Istanbul-Atatürk, Izmir, Jeddah, Kiev-Boryspil, Larnaca, Lisabona, Londra-Heathrow, Los Angeles, Madrid, Málaga, Manchester, Milano-Malpensa, Montréal-Trudeau, Moscova-Domodedovo, Mumbai, Napoli, New York-JFK, Newark, Oslo-Gardermoen, Paris-Charles de Gaulle, Riyadh, Roma-Fiumicino, St Petersburg, San Francisco, São Paulo-Guarulhos, Seoul-Incheon, Shanghai-Pudong, Sofia, Stockholm-Arlanda, Stuttgart, Tbilisi, Tel Aviv-Ben Gurion, Tokio-Narita, Valencia, Veneția-Marco Polo, Viena, Washington-Dulles, Zürich Sezonier: Bastia, Cape Town, Catania, Dublin, Faro, Malta, Palma de Mallorca, Vancouver |
| Lufthansa Regional operat de Air Dolomiti                        | Ancona, Bologna, Catania, Genova, Milano-Malpensa, Palermo, Pisa, Roma-Fiumicino, Trieste, Torino |
| Lufthansa Regional operat de Augsburg Airways                    | Basel/Mulhouse, Belgrad, Bremen, Budapesta, Köln/Bonn, Dresda, Florența, Geneva, Gothenburg-Landvetter, Graz, Cracovia, Leipzig/Halle, Paderborn/Lippstadt, Madrid, Paris-Charles de Gaulle, Poznan, Praga, Stuttgart, Torino, Viena, Varșovia-Chopin, Wroclaw, Zagreb, Zürich (all to end 26 October 2013) Sezonier: Napoli, Pula (all to end 26 October 2013) |
| Lufthansa Regional operat de Lufthansa CityLine                  | Amsterdam, Basel/Mulhouse, Belgrad, Berlin-Tegel, Bilbao, Birmingham, Bremen, Bruxelles, București-Henri Coandă, Budapesta, Chișinău, Cluj, Köln/Bonn, Copenhaga, Donetsk, Dresda, Düsseldorf, Florența, Gdansk, Geneva, Gothenburg-Landvetter (începând cu 27 octombrie 2013), Graz (începând cu 27 octombrie 2013), Hanovra, Cracovia, Leipzig/Halle, Luxemburg, Lyon, Lvov, Manchester, Marsilia, Münster/Osnabrück, Nisa, Nürnberg, Odessa, Oslo-Gardermoen, Paderborn/Lippstadt, Paris-Charles de Gaulle, Praga, Roma-Fiumicino, Rostock-Laage, Rotterdam, Poznan (începând cu 27 octombrie 2013), Sarajevo-International, Sibiu, Sofia, Stuttgart, Timișoara, Tirana, Toulouse, Torino, Viena, Varșovia-Chopin, Westerland/Sylt, Wroclaw, Zagreb, Zürich Sezonier: Dubrovnik, Montpellier, Olbia, Split, Zadar                                                                                             |
| Luxair                                                           | Luxemburg |
| Norwegian Air Shuttle                                            | Alicante (începând cu 31 octombrie 2013), Málaga (începând cu 1 noiembrie 2013), Oslo-Gardermoen, Stockholm-Arlanda, Tenerife-South (începând cu 29 octombrie 2013) |
| Nouvelair                                                        | Charter: Djerba, Enfidha |
| Oman Air                                                         | Muscat |
| Pegasus Airlines                                                 | Istanbul-Sabiha Gökçen |
| Polet Airlines                                                   | Voronezh |
| Qatar Airways                                                    | Doha |
| Royal Air Maroc                                                  | Marrakech |
| Royal Air Maroc operat de Royal Air Maroc Express                | Casablanca (reîncepe din 7 decembrie 2013) |
| Royal Jordanian                                                  | Amman-Queen Alia |
| S7 Airlines                                                      | Moscova-Domodedovo, Novosibirsk |
| SATA International                                               | Porto, Ponta Delgada |
| Scandinavian Airlines                                            | Copenhaga, Oslo-Gardermoen |
| Singapore Airlines                                               | Manchester, Singapore |
| Sky Work Airlines                                                | Bern |
| South African Airways                                            | Johannesburg-OR Tambo |
| Sun d'Or operat de El Al                                         | Charter sezonier: Tel Aviv-Ben Gurion |
| SunExpress                                                       | Antalya, Istanbul-Sabiha Gökçen, Izmir |
| SunExpress Deutschland                                           | Adana, Antalya, Enfidha, Hurghada, Kayseri, Marsa Alam |
| Swiss International Air Lines operat de Swiss European Air Lines | Zürich |
| Tailwind Airlines                                                | Charter: Antalya |
| TAP Portugal                                                     | Lisabona |
| TAROM                                                            | București-Henri Coandă, Sibiu (anulat din 29 martie 2019) |
| Thai Airways International                                       | Bangkok-Suvarnabhumi |
| TUIfly                                                           | Arrecife, Boa Vista, Fuerteventura, Gran Canaria, Hurghada, Marsa Alam, Sal, Sharm el-Sheikh, Tenerife-South Sezonier: Antalya, Araxos/Patras, Corfu, Dalaman, Faro, Heraklion, Jerez de la Frontera, Kos, Luxor, Minorca, Palma de Mallorca, Rhodos, Tel Aviv-Ben Gurion |
| Tunisair                                                         | Djerba, Enfidha, Tunis |
| Turkish Airlines                                                 | Istanbul-Atatürk Sezonier: Izmir, Kayseri, Samsun |
| Turkish Airlines operat de SunExpress                            | Istanbul-Sabiha Gökçen (începând cu 30 ianuarie 2014) |
| Ukraine International Airlines                                   | Kiev-Boryspil |
| United Airlines                                                  | Chicago-O'Hare, Newark, Washington-Dulles |
| UTair Aviation                                                   | Tyumen |
| Volotea                                                          | Sezonier: Bordeaux, Nantes |
| Vueling                                                          | Barcelona, Málaga |